# Michal Horňák
Michal Horňák (* 28. April 1970 in Vsetín, Tschechoslowakei) ist ein ehemaliger tschechoslowakischer, später tschechischer Fußballspieler und heutiger -trainer.

## Karriere

### Als Spieler
Horňák begann bei Zbrojovka Vsetín, mit 16 Jahren wechselte er zu TJ Gottwaldov. 1988 wurde er von Sparta Prag verpflichtet und kam in seiner ersten Saison in der 1. Tschechoslowakischen Liga auf fünf Einsätze. Die nächsten anderthalb Jahre spielte er im Rahmen seinen Wehrdienstes für RH Cheb. Anfang 1991 kehrte er zu Sparta zurück, für das er in elf Saisons 234 Spiele absolvierte, dabei traf der Abwehrspieler 13 Mal.
Zwischen 1995 und 1999 wurde Horňák zudem 38 Mal in der Tschechischen Nationalmannschaft eingesetzt, er stand im Kader für die Europameisterschaft 1996 in England.
2001, schon über seinen Zenit hinaus, wechselte er zu LASK Linz in die zweite Österreichische Liga. Im Sommer 2003 wurde er vom SFC Opava verpflichtet, das Engagement dort konnte aber nicht als erfolgreich bezeichnet werden. Nach nur einem Jahr wechselte Horňák wieder nach Österreich, diesmal zum Drittligisten SV Horn. Im Frühjahr 2005 zog er sich eine Achillessehnenverletzung zu, der Vertrag wurde aufgelöst. Von 2005 bis 2007 spielte der Vizeeuropameister von 1996 beim tschechischen Viertligisten TJ Klatovy.

### Als Trainer
Horňáks erste Trainerstation war der FK Teplice, bei dem er im Frühjahr 2007 Co-Trainer war. In der Rückrunde der Saison 2007/08 war Horňák Cheftrainer beim Zweitligisten FC Zenit Čáslav. Seit Juli 2008 ist er Assistent bei der B-Mannschaft von Sparta Prag.